# Mansura (novela)
Mansura es una novela histórica del filósofo y escritor español Félix de Azúa, publicada por primera vez por la editorial Anagrama en 1984, cuando el autor contaba cuarenta años de edad. 
La novela se presenta como una versión muy libre de una crónica medieval francesa, la Vida de San Luis de Jean de Joinville, transformando espacio y personajes para adaptar la trama a una ambientación catalana de modo paródico. Los lugares franceses mencionados en la crónica de Joinville son transformados, en la novela de Azúa, en ciudades y lugares como Barcelona, Gerona, Olot, etc. Asimismo, los caballeros cruzados que acompañaron a Luis IX de Francia se convierten en catalanes que acompañan a un rey aragonés. En muchas ocasiones, el novelista introduce modificaciones o elimina elementos presentes en la crónica original. El título de la novela alude a la batalla de Mansura, librada en esta ciudad egipcia en 1250, en el marco de la Séptima Cruzada (1248-1254).
El escritor y periodista José Andrés Rojo afirmó que Mansura es "la obra en la que [Félix de Azúa] halló su voz".

## Ambientación
Las aventuras narradas en la novela comienzan en el año 1241, en Barcelona. La cruzada comienza en 1248. Otros lugares en los que acontecen sucesos narrados en la novela son Besalú, Sils, Chipre, Damieta, la propia Mansura — donde en 1250 tiene lugar la batalla que da título a la novela—, Acre y Jaffa.

## Estructura
La novela, narrada en primera persona, se divide en 47 capítulos cortos, división que no se encuentra en la crónica de Jean de Joinville.

## Influencias
El juego que se da entre la crónica original de Jean de Joinville y la novela de Azúa ha dado lugar a la comparación de esta con el cuento Pierre Menard, autor del Quijote (1944), de Jorge Luis Borges, donde existe un mismo texto enunciado en dos momentos históricos diferentes por dos autores diferentes.

## Ediciones
La novela fue editada por primera vez en 1984 por la editorial Anagrama. En el año 1996, la editorial Planeta publicó una nueva edición de la novela dentro de su colección Nuestros clásicos contemporáneos. Posteriormente fue editada por la editorial Reino de Redonda en 2015.